# Machimus lurettae
Machimus lurettae är en tvåvingeart som beskrevs av Lavigne 1978. Machimus lurettae ingår i släktet Machimus och familjen rovflugor. Inga underarter finns listade i Catalogue of Life.